# Giovanni Francesco Rustici

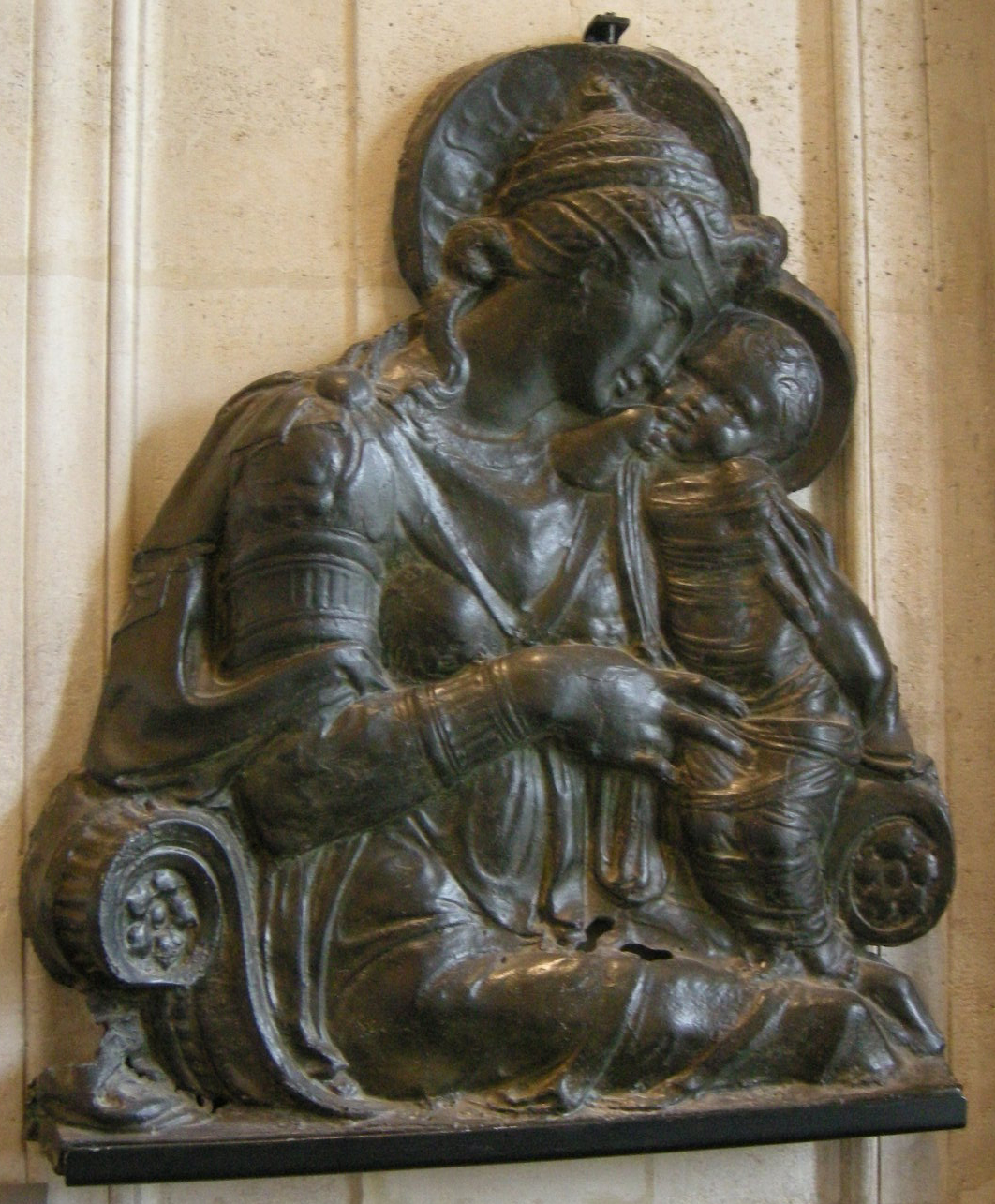
Virgen con Niño por Giovanni Francesco Rustici.

Giovanni Francesco Rustici, (Florencia, 1474 - Tours, 1554) fue un escultor italiano del renacimiento.

## Biografía
Nació en el seno de una noble familia de Florencia. Tuvo la oportunidad de estudiar las esculturas de los Médici en el jardín de San Marcos, y Vasari dice que Lorenzo de Médicis, le introdujo en el taller del Verrocchio. Después del traslado del Verrocchio a Venecia, se colocó como ayudante de Leonardo da Vinci, quien también se había formado en el taller del Verocchio. Compartió alojamiento con Leonardo mientras trabajaba en las figuras del Baptisterio de San Juan de Florencia, por las que recibió un pago insuficiente que le hizo decidir, según Vasari, no trabajar nunca más para encargos públicos. En aquella época, Pomponius Gauricus, en De Sculptura (1504), lo citó como uno de los principales escultores de la Toscana, al mismo nivel que Benedetto da Maiano, Andrea Sansovino y Miguel Ángel.
Vasari hace la leyenda de las elaboradas cenas que Rustici solía compartir con sus camaradas. Entre sus discípulos tuvo a Baccio Bandinelli.
Su Mercurio fue un encargo del cardenal Giuliano de Medici en 1515, para la fuente del claustro del Palacio Medici de Florencia. Según Giorgio Vasari, de la figura salía un chorro de agua que hacía girar un molinillo con cuatro aspas en forma de alas de mariposa. Según James Draper, esta figura de Rustici se inspiró en la fuente de bronce de mediados del siglo XV llamada del Niño alado, actualmente conservada en el Metropolitan Museum of Art. Vasari alabó la escultura, que actualmente se conserva en la Colección Boscawen de Fitzwilliam Museum, Cambridge.
Durante el asedio de Florencia de 1528, se trasladó a Francia, donde fue pensionado por el rey Francisco I, pero tras la muerte del rey, Rustici murió en la pobreza en Tours.
Se han atribuido a Rustici algunas terracotas esmaltadas en la técnica desarrollada en el taller de Luca della Robbia, entre las que se destacan una Virgen con Niño ( en el Bargello) y un San Juan Bautista en el Museo de Bellas Artes de Boston.

## Obras
- Busto de Boccaccio (1503) para el sepulcro de Giovanni Boccaccio en Certaldo.[5]
- Juan Bautista con los fariseos y los levitas. Tres figuras en el Baptisterio de San Juan (Florencia). La obra fue un encargo del año 1506 para reemplazar unas figuras tardo-góticas de Tino da Camaino.
- Mercurio alzando el vuelo. Encargo del cardenal Giulio de 'Medici (posteriormente Papa Clemente VII), para decorar una fuente del jardín del claustro del Palacio Medici, Florencia, probablemente del año 1515. Probablemente fue instalada sobre el recipiente de la fuente que originalmente albergaba Judith de Donatello.
- El Niño Jesús y san Juan Bautista. Tondo de mármol y ónix en bajo relieve. Museo del Louvre.
- Virgen y Niño. Placa en bajo relieve, atribuida. Museo del Louvre.
- Escena bélica. Terracota. Un jinete y cuatro agresores. Muestra la influencia de los dibujos de Leonardo. Museo del Louvre.
- Fuente sobre diseño atribuido a Leonardo.[6]  Antiguamente el Woolbeding House, Surrey (Victoria and Albert Museum)